# Diario Co Latino
Diario Co Latino es un periódico matutino de El Salvador. Mantiene una línea editorial progresista en aspectos políticos y económicos.
Circula con una edición abierta en Internet. Su director es el periodista Francisco Elías Valencia. 
El Diario Co Latino tuvo como antecedente el periódico fundado el 5 de noviembre de 1890 por el periodista Miguel Pinto, cuya denominación original fue Siglo XX y luego El latinoamericano para adoptar en la década de 1920 el nombre de Diario Latino. Se mantuvo durante casi un siglo como propiedad de la familia Pinto. Durante la presidencia del General Maximiliano Hernández Martínez (1931-1944) fue sometido a censura por ser crítico del autoritarismo de este gobierno.
En junio de 1989, el Diario Latino se declaró en quiebra y sus empleados dejaron de recibir sus salarios, por lo que sus trabajadores se organizaron en un cooperativa y asumieron la administración del diario, iniciando así una nueva época, siendo renombrado como Diario Co Latino.
Desde entonces el periódico asumió una línea editorial progresista y se convirtió en un medio escrito que frecuentemente criticó al gobierno del partido conservador Alianza Republicana Nacionalista, además de abrir sus espacios de opinión a representantes de sindicatos, grupos feministas, universitarios e intelectuales. En 1991, el local del periódico fue incendiado, en un acto que se atribuyó al sabotaje de grupos de ultraderecha. Su restauración sucedió gracias al apoyo de diversas instituciones salvadoreñas e internacionales como Oxfam, Diaconía de Suecia, Federación Internacional de Periodistas (FIP), Organización Internacional de Periodistas (OIP), la Cooperación Española y jóvenes voluntarios de la Universidad de El Salvador.
Desde 2008, existe un semanario denominado Diario Latino, dirigido por Eduardo Vásquez Becker, que no está relacionado con Diario Co Latino y que además mantiene una línea editorial opuesta; empero Co Latino ha publicado material de Eduardo Vásquez Becker.
En mayo de 2020, el periódico dejó de producir su edición impresa debido a problemas económicos. Este periódico cesó su impresión el 31 de mayo de 2020.
Sin embargo el periódico se sigue distribuyendo mediante su página web en formato pdf.